# Путейська (зупинний пункт, Одеська дирекція Одеської залізниці)
Путе́йська — пасажирський залізничний зупинний пункт Одеської дирекції Одеської залізниці.
Розташований за 2 км на південний захід від села Грибівка Одеського району Одеської області на лінії Одеса-Застава I — Арциз між зупинними пунктами 41 км (4 км) та Студентська (4 км).